# Média do conjunto
Em mecânica estatística, a média do conjunto é definida como a média de uma quantidade que é uma função de microestado de um sistema, de acordo com a distribuição do sistema nos seus microestados neste conjunto
Um vez que a média do conjunto é dependente do conjunto escolhido, a sua expressão matemática varia de conjunto para conjunto. No entanto, a média obtida para uma dada quantidade física não depende do conjunto escolhido no limite termodinâmico.